# Stor-Danmarkslidtjärnen
Stor-Danmarkslidtjärnen är en sjö i Skellefteå kommun i Västerbotten och ingår i Sävaråns huvudavrinningsområde.